# 존 배커스
존 워너 배커스(John Warner Backus, 1924년 12월 3일 ~ 2007년 3월 17일)는 미국의 컴퓨터 과학자이다. 그는 최초로 널리 사용된 고급 프로그래밍 언어 (포트란)를 발명한 팀을 이끌었고 형식 언어 |문법을 정의하는 배커스-나우르 표기법을 발명했다. 또, 그는 함수 수준의 프로그래밍를 연구하고 이를 대중화하는데 기여했다.
1967년, 전기 전자 기술자 협회는 포트란 언어를 개발한 공로로 배커스에게 W. 월리스 맥도웰 상을 수여했다.
배커스는 1975년 미국 국가 과학상을 받았고, 1977년에는 현실적인 고급 프로그래밍 체계의 설계에 뜻깊고 영향력 있는 지속적인 기여, 특히 포트란 및 프로그래밍 언어의 규격을 정립한 공로로 ACM 튜링상을 받았다.